# LHY Powertrain
LHY Powertrain ist ein international tätiger Hersteller von hydraulischen Antriebssystemen mit Hauptsitz in Aschaffenburg.

## Geschichte
Im Jahr 1904 gründeten Hugo Güldner, Carl von Linde und Georg von Krauss die Güldner-Motoren-Gesellschaft mbH aus der schließlich einige Jahrzehnte später das Unternehmen Linde Hydraulics hervorging. 1933 begann die Produktion der ersten Kleindieselmotoren, die sich schließlich bis ins Jahre 1938 über Gasmotoren und -generatoren, Flugzeug- und Pflugmotoren und Dieselmotoren bis hin zur Herstellung von Traktoren entwickelte. Im Jahr 1956 folgte die Fertigung des ersten hydrostatisch angetriebenen Transportfahrzeugs in Aschaffenburg, genannt Hydrocar. 1958 wurde Linde Hydraulics ein separater Unternehmensbereich der Linde Material Handling und der erste Gabelstapler mit hydrostatischem Getriebe wurde gebaut.1984 führte Linde Hydraulics die Load-Sensing Ventiltechnologie ein. Zehn Jahre später brachte das Unternehmen Axialkolbenpumpen und -motoren mit einem Schwenkwinkel von 21° auf den Markt. Zum 1. August 2006 wurde das Unternehmen mit der Linde Material Handling in die neu gegründete Kion Group aus der Linde AG ausgegliedert.
Im Jahr 2010 formten Linde Hydraulics und Eaton eine weltweite strategische Vertriebs- und Service-Allianz. Ende 2012 kaufte das chinesische Staatsunternehmen Weichai Power einen Anteil an der Kion-Gruppe und erhielt eine Mehrheitsbeteiligung von 70 Prozent an deren Hydraulik-Geschäftsfeld, das zum 1. Januar 2013 aus der Linde Material Handling in die rechtlich eigenständige Linde Hydraulics GmbH & Co. KG ausgegliedert wurde.
2014 bildeten Linde Hydraulics und PMP Industries eine internationale strategische Allianz.
2015 eröffnete Linde Hydraulics ein Werk in Weifang, China, dieses wird von der Linde Hydraulics (China) Co., Ltd. geführt, einem Joint-Venture zwischen Linde Hydraulics GmbH & Co. KG (51 %) und Weichai Power Co., Ltd. (49 %).
Im Jahr 2016 eröffnete Linde Hydraulics das neue Hauptwerk in Aschaffenburg, das aus einer rund 22.000 m² großen Produktions- und Montagehalle und einem erweiterbaren Verwaltungskomplex besteht.
2018 folgte ein neuer Linde Hydraulics Standort in Rock Hill, South Carolina, USA.
2020 konnte der Bau des neuen Werkes in  Weifang abgeschlossen und dieses in Betrieb genommen werden. Auf einer Fläche von rund 36.000 m² entstanden ein Verwaltungsgebäude sowie Produktionshallen mit einer Fläche von rund 25.000 m².
Zum 1. Januar 2025 erfolgte die Umfirmierung von Linde Hydraulics zu LHY Powertrain. Laut dem Unternehmen solle dieser Schritt, den Weg vom reinen Komponentenhersteller hin zum Anbieter für Komplettlösungen unterstreichen.

## Anwendungsgebiete
- Landwirtschaft
- Baumaschinen
- Forstwirtschaft
- Marine
- Bergbau
- Material Handling
- Kommunalwirtschaft
- Öl und Gas[10]

## Produkte
Das Produktportfolie von Linde Hydraulics umfasst:

### Pumpen
- Geschlossener Kreis (Hochdruck)
- Offener Kreis (Hoch- und Mitteldruck)

### Motoren
- Verstellmotoren (Hochdruck)
  - Schrägachse
  - Schrägscheibe
- Regelmotoren (Hochdruck)
- Konstantmotoren (Hochdruck)

### Ventile
- Wegeventile
- Steuerplatten

### Elektronik
- Elektronische Steuerungen (ECUs)
- Joysticks
- Sensoren & Aktoren
- Software

### Service
- Reparaturen
- Ersatzteile
- Wiederaufbereitung

LHY liefert die Produkte an Hersteller von mobilen Arbeitsmaschinen. Das Unternehmen entwickelt und produziert auch die Antriebstechnik für die KION-eigene Gabelstapler-Marke Linde Material Handling.

## Standorte
LHY hat drei Produktionsstandorte in Deutschland (2× Aschaffenburg, Ballenstedt) und einen fünften in Weifang, China. Außerdem hat das Unternehmen Tochtergesellschaften in Europa, Südamerika, den USA und China und ein globales Netzwerk von Vertriebs- und Servicepartnern.